# Edytor XHTML
Edytor XHTML – program komputerowy służący do tworzenia dokumentów XHTML i innych aplikacji XML. 
Edytor XHTML powinien wspierać profile takie jak m.in.:
- XHTML + MathML + SVG
- XHTML + MathML
- XHTML + SVG
- XHTML + XForms
- XHTML + SMIL
- XHTML + VoiceXML.

Edytor XHTML podobnie jak edytor XML powinien wspierać języki takie jak:
- XHTML 1.x
- XHTML 2.x
- XHTML Basic
- XHTML-MP
- XFrames
- XForms
- MathML
- SVG
- XML Events(inne języki)
- CSS.

Edytor XHTML może również wspierać inne języki, takie jak:
- JavaScript i ECMAScript
- języki działające po stronie serwera, np. PHP
- aplikacje XML, niezwiązane bezpośrednio z XHTML-em, np. InkML(inne języki).

Edytor XHTML podobnie jak edytor HTML powinien również posiadać cechy takie jak:
- Kolorowanie kodu
- Wprowadzanie znaków specjalnych i encji
- Sprawdzanie poprawności pisowni
- Podgląd dokumentu
- Szablony
- Mapowanie odsyłaczy
- Kontrola poprawności składniowej (w postaci validatora działającego na podstawie DTD, XML Schema i przestrzeni nazw XML)
- Weryfikacja odnośników i ścieżek do elementów wstawianych
- Wysyłanie na serwer FTP lub SFTP.